# Thelma Fardin
Thelma Fardin, all'anagrafe Thelma Inés Fardin Caggiano (San Carlos de Bariloche, 24 ottobre 1992), è un'attrice argentina.

## Biografia
Debutta nel film La edad del sol nel 1999, successivamente alla partecipazione ad un casting svoltosi a Bariloche nella scuola frequentata dall'attrice. In seguito, partecipa a Cabecita nel 1999 con il ruolo di Mecha. Dallo stesso anno al 2002 frequenta un corso di recitazione In quell'anno prende parte alle serie televisive Tiempo final e Los simuladores. Nel 2003 è nel cast della sitcom Dr. Amor. Inoltre, appare nel lungometraggio Click e come protagonista del cortometraggio Dádiva de un alma errante, insieme a Adrián Mampel. Dal 2003 al 2007 frequenta al Centro Cultural Ricardo Rojas con Mónica Bruni un corso di recitazione.
Nel 2004 conduce su Canal 7 in Argentina il programma Dibujando La Tarde, insieme a Pablo Arias e Florencia Quiroles, raggiungendo in una puntata anche il rating più alto della giornata per il canale. Passa poi alla conduzione della trasmissione Chicos.ar sempre con Pablo Arias, ma anche con la collaborazione di Juanchi Macedonio e Roberta Bechini. Nel 2005 prende parte in teatro a Pequeño Fantasma. L'anno successivo partecipa a Sos mi vida nel ruolo di Laura Fernandez Quesada.
Nel 2007 è una delle modelle per l'agenzia Beauty and models. Nello stesso anno partecipa alla prima stagione della telenovela Il mondo di Patty e nel 2008 alla seconda. Grazie al successo della serie, ha potuto partecipare anche ai tour svoltosi dal 2007 al 2009 in varie località dell'America Latina.
In seguito, partecipa a Incorreggibili nel ruolo di Luz e nel 2010 all'episodio pilota di Diabladas sucedidos y leyendas nel ruolo di Felipa. Nel 2010 è nel cast delle serie televisive Mentira la verdad, Un año para recordar, nel ruolo di Sabrina e in Dance! La forza della passione, dove interpreta Renata. Successivamente, partecipa ad un episodio della seconda stagione della serie televisiva Peter Punk, mentre tra il 2016 e il 2017 prende parte a Soy Luna. Nello stesso 2017 prende parte da co-protagonista nel ruolo di Yolanda (Yanina) nel serial televisivo Love Divina, dove c'è Laura Esquivel come protagonista. 
Nel mese di maggio 2019, pubblica il suo primo libro dal titolo El arte de no callar. Durante il 2019, presenta un disegno di legge assieme al deputato argentino Daniel Filmus e SAGAI (Sociedad Argentina de Gestión de Actores Intérpretes) per disciplinare il lavoro artistico minorile. Nello stesso anno registra il lungometraggio Giro de Ases per la regia di Sebastian Tabany, dove l'attrice interpreta la parte di Mariana.
A partire dal 2 gennaio 2020 è una delle protagoniste della rappresentazione teatrale Fuera de línea nel Teatro Provincial di Mar del Plata. Nello stesso mese viene annunciata la notizia dell'offerta all'attrice della partecipazione al programma Bailando por un sueño, poi rifiutata.

## Vita privata
Dal 2023 ha una relazione con l'attore Nicolás Riera.

## Attivismo
Thelma Fardin è un membro del collettivo Actrices Argentinas, un'associazione di attrici argentine unite col fine di rendere l'aborto legale, sicuro e gratuito nel territorio argentino.

## Vicende legali
Il 4 dicembre 2018 denuncia penalmente l'attore Juan Darthés. L'uomo avrebbe abusato e violentato l'allora sedicenne durante il tour del serial Il mondo di Patty, in Nicaragua nel 2009, quando lui aveva 45 anni. Il fatto viene reso pubblico il 10 dicembre.
Il 10 giugno 2024 il tribunale di secondo grado di San Paolo, in Brasile, riconosce Darthés come colpevole e lo condanna a sei anni di reclusione.

## Filmografia

### Cinema
- La edad del sol, regia di Ariel Piluso (1999)
- Clik, regia di Ricardo Berretta (2003)
- Dádiva de un alma errante, regia di Javier Lattuada (2003)
- Él piensa, ella piensa, regia di Iván Stoessel e Federico Pozzi (2013)
- Callcenter, regia di Sergio Estilarte e Federico Velasco (2019)

### Televisione
- Cabecita - serial TV (1999-2000)
- Los iturralde - serie TV (2000)
- Tiempo final - serie TV (2001)
- Los simuladores - serie TV (2002)
- Dr. Amor - serial TV (2003)
- La niñera - serial TV (2004)
- Sos mi vida - serial TV (2006)
- Il mondo di Patty (Patito Feo) - serial TV (2007-2008)
- Incorreggibili (Consentidos) - serial TV (2010)
- Un año para recordar - serial TV (2011)
- Tiempo de pensar - serie TV, 1 episodio (2011)
- Mentira la verdad - serie TV (2011)
- Peter Punk - serie TV (2011)
- Dance! La forza della passione (Dance!) - serial TV (2011)
- Presentes - serie TV (2011)
- Historias de corazón - serie TV, 1 episodio (2013)
- Una famiglia quasi perfetta (Somos familia) - serial TV (2014)
- Guapas - serial TV (2014)
- Conflictos modernos - serie TV, 1 episodio (2016)
- Soy Luna - serial TV (2016-2017)
- Love Divina (Divina, está en tu corazón) - serial TV (2017)
- Kally's Mashup - serie TV (2019)
- Dos 20  - programma TV (2022) presente nell’episodio 7 insieme a Benjamín Rojas

## Programmi televisivi
- Dibujando La Tarde (2004, Canal 7)
- Chicos.ar (2005, Canal 7)

## Teatro
- Pequeño Fantasma regia di Manuel González Gil e Osvaldo Santoro (2005)
- Patito Feo - La historia más linda en el Teatro, regia di Ricky Pashkus (2007-2008)
- Patito Feo - El Show más lindo, regia di Ricky Pashkus (2008-2009)
- Dance! regia di Ricky Pashkus (2011)
- La piedad y los animales regia di Fernando Ferrer (2012-2013)
- Nahuelito, regia di Nahuel Huapi (2019)
- Fuera de línea, regia di Agustin Aguirre (2020)

## Discografia
Singoli
- 2021 – Vueltas
- 2021 – Amor violento (con Vane Torres)
- 2022 – Mi fuerza Es Tuya (con Mora Navarro)

## Doppiatrici italiane
Nelle versioni in italiano delle opere in cui ha recitato, Thelma Fardin è stata doppiata da:
- Ambra Lo Faro in Dance! La forza della passione[29]
- Roberta De Roberto in Il mondo di Patty[30]
- Veronica Puccio in Love Divina
- Vanessa Lonardelli in  Una famiglia quasi perfetta